# Scapheremaeus guérini
Scapheremaeus guérini är en kvalsterart som först beskrevs av Berlese 1908.  Scapheremaeus guérini ingår i släktet Scapheremaeus och familjen Cymbaeremaeidae. Inga underarter finns listade i Catalogue of Life.